# (3995) Sakaino
(3995) Sakaino es un asteroide perteneciente al cinturón de asteroides, descubierto el 5 de diciembre de 1988 por Takuo Kojima desde la Estación Chiyoda, Japón.

## Designación y nombre
Designado provisionalmente como 1988 XM. Fue nombrado Sakaino en honor al químico japonés Teruo Sakaino, experto en cristal y cerámica.